# Rio Largo (kommun)
Rio Largo är en kommun i Brasilien.   Den ligger i delstaten Alagoas, i den östra delen av landet, 1 500 km nordost om huvudstaden Brasília. Antalet invånare är 68 512.
Följande samhällen finns i Rio Largo:
- Rio Largo

Trakten runt Rio Largo består till största delen av jordbruksmark. Runt Rio Largo är det tätbefolkat, med 286 invånare per kvadratkilometer.